# سوفی راندل
سوفی راندل (انگلیسی: Sophie Rundle؛ زادهٔ ۲۱ آوریل ۱۹۸۸) بازیگر اهل بریتانیا است. وی از سال ۲۰۰۷ میلادی تاکنون مشغول فعالیت بوده‌است.
از فیلم‌ها یا برنامه‌های تلویزیونی که وی در آن نقش داشته‌است، می‌توان به آیدا تورن در مجموعه تلویزیونی شبکه بی‌بی‌سی وان پیکی بلایندرز، ان واکر در مجموعه درام تاریخی جنتلمن جک، ویکی باد در مجموعه جنایی محافظ شخصی، وصورت یک فرشته، مرلین، افسانه‌های واهی، و آرزوهای بزرگ اشاره کرد.

## فیلم‌شناسی

### فیلم
| سال  | عنوان             | نقش                            | یادداشت‌ها      |
| ---- | ----------------- | ------------------------------ | -------------- |
| ۲۰۰۷ | Small Town Folk   | هدر                            |                |
| ۲۰۱۲ | آرزوهای بزرگ      | کلارا                          |                |
| ۲۰۱۴ | ستارگان کوچک      | آنا بیوان                      | فیلم مستند     |
| ۲۰۱۴ | صورت یک فرشته     | هانا                           |                |
| ۲۰۱۵ | بازپرس وارد می‌شود | ایوا اسمیت/دیزی رنتون/آلیس گری | فیلم تلویزیونی |
| ۲۰۲۰ | آسمان نیمه‌شب      | جین                            |                |
| ۲۰۲۰ | رز                | رز                             |                |